# Czunyiné Bertalan Judit
Czunyiné Bertalan Judit (Bokod, 1974. augusztus 6. –) magyar politikus, pedagógus és családjogi szakjogász. 2014. június 15. és 2016. február 6. között az Emberi Erőforrások Minisztériumának köznevelésért felelős államtitkára volt. 2010 óta a Komárom-Esztergom vármegyei (2022-ig: megyei) 3. sz. országgyűlési egyéni választókerület országgyűlési képviselője. A 2024. január 1-jétől működő Közigazgatási és Területfejlesztési Minisztérium területfejlesztési államtitkára.

## Élete
A Komárom megyei Bokodon született 1974. augusztus 6-án. 1998-ban a Károli Gáspár Református Egyetemen történelem, majd 1999-ben magyar szakos tanárként végzett. Bokodon él családjával és házasságából két gyermeke született. 2003-ban a Szegedi Tudományegyetemet is elvégezte, ahol jogászi képesítést szerzett. 1998 és 2008 között a Károli Gáspár Református Egyetem Tanítóképző Főiskolai Karon oktatóként dolgozott.
2004-ben lépett be a Fideszbe, a 2006-os és 2010-es önkormányzati választásokon Bokod önkormányzati képviselőjévé választották – 2006-ban a polgármesteri tisztségért is elindult, de alulmaradt a települést 1990 óta vezető Valter Alajossal szemben –, illetve 2010 óta országgyűlési képviselő. 2011-től kormánymegbízottként tevékenykedett, majd 2014. június 15-től az Emberi Erőforrások Minisztériumának köznevelésért felelős államtitkárának nevezték ki.
2016. február 6-án Balog Zoltán miniszter leváltotta államtitkári tisztségéből, mivel nem volt képes kezelni a pedagógusok által kezdeményezett tiltakozást. Helyette digitális tartalomfejlesztésért felelős kormánybiztosnak nevezték ki.